# Hans Krämer (Tischtennisspieler)
Hans Krämer (* unbekannt; † unbekannt) war ein deutscher Tischtennisspieler. Er nahm für das Saarland an zwei Weltmeisterschaften teil, einmal aktiv und einmal als Captain.

## Werdegang
Seine Tischtennis-Laufbahn begann Hans Krämer 1941 beim Verein Reichsbahn SG, später spielte er beim 1. FC Saarbrücken. In den 1950er Jahren gehörte er zu den besten Tischtennisspielern des Saarlandes. Bei den Meisterschaften des Saarlandes gewann er sieben Mal einen Titel:
- 1950 Doppel mit Robert Pünnel, Mixed mit Kammer
- 1951 Doppel mit Willi Trautmann, Mixed mit Anneliese Ratius
- 1952 Mixed mit Anneliese Ratius
- 1956 Mixed mit Helga Naumann
- 1957 Mixed mit Helga Naumann

Zweimal vertrat er das Saarland bei Weltmeisterschaften: 1954 in London und 1955 in Utrecht als Non-Playing-Captain. Dabei kam er nicht in die Nähe von Medaillenrängen. Mehrmals wurde er zu Länderspielen für das Saarland nominiert.

## Privat
Krämer war verheiratet mit der saarländischen Tischtennisspielerin Helga Naumann.